# جيرمي بودسوا
جيرمي بودسوا (بالإنجليزية: Jeremy Podeswa )‏ (و. 1962  م) هو كاتب سيناريو، ومخرج أفلام، ومخرج تلفزيوني كندي، ولد في تورونتو.
.

## التعليم
تعلم في جامعة رايرسون، ومعهد الكونسرفتوار.

## وصلات خارجية
- جيرمي بودسوا على موقع IMDb (الإنجليزية)
- جيرمي بودسوا على موقع ألو سيني (الفرنسية)
- جيرمي بودسوا على موقع أول موفي (الإنجليزية)
- جيرمي بودسوا على موقع قاعدة بيانات الأفلام السويدية (السويدية)
- جيرمي بودسوا على موقع قاعدة بيانات الفيلم (الإنجليزية)
- جيرمي بودسوا على موقع كينوبويسك (الروسية)